# في فلسطين العادلة: قصة روميو وجولييت (فلم)
في فلسطين العادلة: قصة روميو وجولييت. هو فيلم أنتجه طلاب المدارس الثانوية الفلسطينية في مدرسة الفرندز في رام الله. وهو فيلم درامي وثائقي يعيد عرض قصة روميو وجولييت في سياق الحياة المعاصرة في مدينة رام الله الفلسطينية. بدأ العمل على المشروع في يناير 2006 على يد دوغ هارت، وهو مدرس لغة إنجليزية من أصول أمريكية. عُرض الفيلم لأول مرة في 19 يناير 2008 في قصر رام الله الثقافي، وحظي العرض الأول بتغطية إعلامية واسعة في الأراضي الفلسطينية والأردن وسوريا.

## تاريخ إنتاج الفيلم
اقترح هارت فكرة إنتاج الفيلم وجمع مجموعة من طلاب الصف العاشر للعمل على المشروع. حيث أجرى الطلاب بحثًا عن خلفية المسرحية. وخلال الصف الحادي عشر عمل المؤلفون ومخرج الفيلم على السيناريو وبدأ التصوير في الصيف. استمر التصوير من 7 يونيو حتى 28 سبتمبر. واستمرت جهود المونتاج خلال الصف الثاني عشر إلى أن تم الانتهاء من الفيلم، قبل أيام قليلة من عرضه الأول في 19 يناير 2008.
وشرح طارق نورن، أحد الطلاب المشاركين في الفيلم. لماذا اختار الطلاب اقتباس الفيلم من مسرحية شكسبير: "فكرنا في أن نستخدم مسرحية تحتوي على قيم ومبادئ يتشاركها الناس في جميع أنحاء العالم. قضايا يتعين على الناس في جميع أنحاء العالم التعامل معها والتعلم منها مثل الزيجات المرتبة، والحب من النظرة الأولى، وحياة المراهقة، وما إلى ذلك. لقد شعرنا أنها فكرة جيدة ورأينا أنها فرصتنا الأولى للتعبيرعن أنفسنا بطريقة مختلفة عن الطريقة التي تقدمنا بها الأخبار."

## عن الفيلم
يهدف الفيلم إلى إضفاء طابع إنساني على الفلسطينيين وإظهار الجانب الفلسطيني الذي لا يظهر دائماً في الأفلام السينمائية. صُنع الفيلم على شكل مشاهد درامية تتخللها مشاهد وثائقية، وذلك لنقل حياة المراهقين الفلسطينيين. يتناول الفيلم المأخوذ عن مسرحية شكسبير حياة عاشقين فلسطينيين متحابين يتصارعان مع واقع حياتهما اليومية.
في هذا الفيلم المقتبس عن المسرحية الشهيرة، يلتقي روميو وجولييت مع مجموعة تحتفل بالحج إلى مكة. ويتزوجان سراً على يد أحد الشيوخ. ويتبع الفيلم الحبكة الأساسية لمسرحية روميو وجولييت الأصلية، وروميو في الفيلم لم يصله خبرموت جولييت المزيف لأن الشخص الذي أُرسل ليبلغه بالخبر تم إيقافه عند نقطة تفتيش إسرائيلية.